# Alberto Giustolisi
Alberto Mario Giustolisi ( nacido el 17 de marzo de 1928 en Roma, fallecido el 27 de febrero de 1990 en Genzano di Roma, fue un ajedrecista italiano , que ostentó el título de Maestro Internacional desde 1962. Fue uno de los más destacados ajedrecistas italianos de las décadas de 1950 y 1960, cuatro veces Campeón de Italia.

## Trayectoria como ajedrecista
Giustolisi ganó cuatro Campeonatos de Italia: en 1952 en Ferrara junto con Vincenzo Castaldi y Federico Norcia, en 1961 en San Benedetto del Tronto, en 1964 en Nápoles, y en 1966 en Rovigo. Jugador de estilo agresivo y brillante, ganó también numerosos premios por la belleza de sus partidas en diferentes torneos.
En 1950 fue 3º en el Torneo de Lucerna por detrás de Euwe y Pilnik. En el Torneo de Madrid de 1951 obtuvo el premio de belleza por su partida contra Arturo Pomar. En el Torneo Zonal de Dublín de 1957 estuvo a punto de clasificarse para el Interzonal, pero no lo consiguió por un descuido (no se presentó a la continuación de una partida aplazada en la que tenía posición ganadora). Sí obtuvo, sin embargo, el premio de belleza por su partida contra Walther.
El 1961-1962 ganó el fuerte Torneo de Ajedrez de Reggio Emilia, por delante de dos Grandes Maestros. También ganó muchos Campeonatos de Roma, y por equipos, con el Accademia Romana Scacchi ganó el Campeonato de Italia por equipos en 1959. Con el equipo Dipendenti comunal ganó el Campeonato por equipos en 1962 en Lerici y en 1963 en Imperia.
Giustolisi participó, representando a Italia, en dos Olimpíadas de Ajedrez, en Dubrovnik en 1950 y Lugano en 1968. Ver Olimpíadas de ajedrez de 1950.

## Partidas destacadas
- Max Euwe - Alberto Giustolisi (Venecia, 1948) Defensa Nimzo-India

1.d4 Cf6 2.c4 e6 3.Cc3 Ab4 4.Dc2 Cc6 5.Cf3 d6 6.Ad2 O-O 7.a3 Axc3 8.Axc3 De7 9.b4 e5 10.dxe5 Cxe5 11.e3 Ad7 12.Ae2 Tfe8 13.O-O Cxf3+ 14.Axf3 Ce4 15.Ab2 Af5 16.Tad1 De6 17.De2 a5 18.b5 c6 19.Td4 Ted8 20.Tfd1 Td7 21.Aa1 f6 22.g4 Ag6 23.Ag2 d5 24.f4 Ae8 25.cxd5 cxd5 26.f5 Df7 27.Dc2 Tad8 28.a4 De7 29.Axe4 dxe4 30.Txd7 Txd7 31.Txd7 Dxd7 32.Ad4 h5 33.Dxe4 hxg4 34.Dxg4 De7 35.h4 Db4 36.h5 De1+ 37.Rg2 Af7 38.Df3 Dh4 39.Dxb7 Dg4+ 40.Rf2 Dxf5+ 41.Df3 Dxf3+ 42.Rxf3 Ab3 43.b6 Axa4 44.Re4 Ac6+ 45.Rd3 Rh7 Tablas 
- Alberto Giustolisi - Edgar Walther (Dublín, 1957) - Defensa india de dama

1. c4 Cf6 2. Cc3 c5 3. Cf3 g6 4. d4 Ag7 5. e4 0-0 6. Ae2 d6 7. 0-0 Ca6 8. h3 cxd4 9. Cxd4 Ad7 10. Ae3 Cc5 11. Dc2 a6 12. Tad1 Db8 13. f4 Tc8 14. e5 Ce8 15. Cd5 Td8 
16. Cxe7+ Rh8 17. Cf3 Ce6 18. f5! gxf5 19. Dxf5 Cd4 20. Cg5 1-0